# Kardam al Bulgariei
Kardam (bulgară Княз Кардам), (n. 735 d.Hr. – d. 803 d.Hr.) a fost un conducător al Bulgariei în perioada 777 - 796/803.

## Biografie
Numele lui Kardam apare prima oară în sursele bizantine din 791, când împăratul Constantin al VI-lea a declanșat o expediție împotriva Bulgariei, ca represalii pentru incursiunile bulgare în valea Struma din 789. Kardam a preîntâmpinat invazia bizantină și s-a întâlnit cu inamicul lângă Adrianopol în Tracia. Armata bizantină a fost învinsă și a fugit.
În 792, Constantin al VI-lea a condus o altă armată împotriva bulgarilor. Bizantinii au ridicat tabăra la Marcellae (lângă Karnobat), fortificându-l. Kardam a ajuns cu armata sa pe 20 iulie și a ocupat înălțimile vecine. După un timp Constantin al VI-a a dat ordinul de atac pe baza sfaturilor liniștitoare ale unui fals profet. Dar forțele bizantine au rupt formațiile și, din nou, au fost învinși și au fugit, în timp ce Kardam a capturat cortul imperial și pe slujitorii împăratului (Bătălia de la Marcelae). După întoarcerea sa la Constantinopol, Constantin al VI-lea a semnat un tratat de pace și s-a angajat să plătească un tribut anual către Bulgaria.
În 796 guvernul imperial bizantin a fost recalcitrant și Kardam a considerat că este necesar să ceară tributul în timp ce amenința că va devasa Tracia în caz de neplată. Potrivit cronicarului Teofan Mărturisitorul, Constantin al VI-lea și-a bătut joc de această cerere, trimițând bălegar în loc de aur  și a promis că va conduce o nouă armată la Marcellae împotriva deja bătrânului Kardam. Încă o dată împăratul s-a deplasat spre nord, și încă o dată, l-a întâlnit pe Kardam în apropiere de Adrianopol. Armatele au stat față în față timp de 17 zile fără a intra în luptă, în timp ce cei două conducători probabil erau implicați în negocieri. În cele din urmă conflictul a fost rezolvat și pacea a fost reluată în aceleași condiții ca în 792.
Domnia lui Kardam reprezintă restaurarea ordinii în Bulgaria, care suferise o serie de înfrângeri în fața bizantinilor în sfertul al treilea al secolului al optulea. Kardam nu numai că a stat ferm împotriva lui Constantin al VI-lea (care încerca să imite succesul bunicului său Constantin al V-lea), dar posibil că a reușit și să precipite criza de la curtea bizantină, datorită eșecurilor repetate ale lui Constantin al VI-lea. Aceste eșecuri au subminat poziția împăratului, care în cele din urmă a fost detronat de către mama sa, Irene, în 797. Kardam, probabil, nu a supraviețuit mult timp adversarului său, pentru că nu se mai știe nimic de el după anul 796 și era deja mort în 803.
Din secolul al XVII-lea cronica bulgară Ja'far Tarikh (o lucrare cu o autenticitate contestată) îl prezintă pe Karadžam (adică pe Kardam) ca fiind fratele lui Azan Tokta (adică Toktu) și nepotul lui Suvar (Sevar). Aceeași sursă precizează că succesorul său Korym (Krum) este nepotul său. Dacă toate acestea sunt corecte, ascensiunea lui Kardam  semnifică restaurarea finală a clanului Dulo, care ar fi rămas la domnie până la moartea lui Roman în 997.
Contrafortul Kardam construit pe Insula Livingston, Insulele Shetland de Sud, Antarctica de Vest a fost numit după conducătorul bulgar Kardam. 
| Predecesor: Telerig | Cneaz al Bulgariei 777–după 796 | Succesor: Krum |

1. ↑  The Peerage